# Danske Lejere
Danske Lejere er en forening, som varetager interesser for lejere af private og almene boliger samt lejere af erhvervslejemål. Foreningen fik sit navn i marts 2016 og har sit udspring i arbejde, der tidligere foregik i Lejernes LO i provinsen. Siden da har Danske Lejere udviklet sig til at være landets næststørste lejerorganisation og fungerer i hele landet. Organisationen har sit hovedkontor i Aarhus, men har dertil kontorer i Aalborg, Skive, Sønderborg, Odense og Valby.